# 毛忠武
毛忠武（1986年8月7日—），辽宁省大连市人，中国男子残疾人越野滑雪运动员。2022年参加冬季残疾人奥林匹克运动会越野滑雪比赛，并获得1枚金牌和2枚银牌。

## 个人经历
毛忠武在21岁时因意外高空坠落导致下半身瘫痪，2007年进入大连市轮椅竞速队主攻轮椅马拉松等长距离项目，2018年转入辽宁省越野滑雪运动队，2019年进入国家队。
毛忠武在2021年陕西举办的第十一届全国残疾人运动会越野滑雪比赛中获得短距离、中距离、长距离和混合接力4枚金牌。
2022年在北京参加冬残奥会，3月12日获得越野滑雪男子中距离比赛坐姿组金牌，同时在3月6日和9日获得越野滑雪男子长距离比赛坐姿组和越野滑雪男子短距离比赛坐姿组银牌。
2022年4月8日被国务院评为北京冬奥会、冬残奥会突出贡献个人。